# ريتا راتو
ريتا راتو (من مواليد 5 يناير 1983، إستريموز) سياسية برتغالية، كانت عضوًا في جمعية الجمهورية من 2009 إلى 2019. حاصلة على درجة البكالوريوس في العلوم السياسية والعلاقات الدولية من جامعة لشبونة الجديدة وهي عضو من الحزب الشيوعي البرتغالي.
في يوليو 2020 تم تعيين راتو مديرًا لمتحف الجوبي وهو سجن سياسي سابق في إستادو الجديدة، ويعمل الآن كمتحف لتكريم أولئك الذين عارضوا النظام. منذ إعلان الاختيار ظهرت العديد من الانتقادات مشيرة إلى افتقارها إلى التدريب في المجال والخبرة العملية في علم المتاحف.